# Liste der Kulturdenkmäler in Mudenbach
In der Liste der Kulturdenkmäler in Mudenbach sind alle Kulturdenkmäler der rheinland-pfälzischen Ortsgemeinde Mudenbach aufgeführt. Grundlage ist die Denkmalliste des Landes Rheinland-Pfalz (Stand: 21. Dezember 2021).

## Einzeldenkmäler
| Bezeichnung        | Lage                                         | Baujahr                     | Beschreibung                                                                               | Bild                           |
| ------------------ | -------------------------------------------- | --------------------------- | ------------------------------------------------------------------------------------------ | ------------------------------ |
| Unterdörfer Backes | Gartenstraße, bei Nr. 2 Lage                 | Anfang des 20. Jahrhunderts | Schieferbruchsteinbau mit zwei historischen Backöfen, wohl vom Anfang des 20. Jahrhunderts | weitere Bilder Fotos hochladen |
| Oberdörfer Backes  | Hachenburger Straße, Ecke In den Eichen Lage | nach 1904                   | Schieferbruchsteinbau mit zwei historischen Backöfen, wohl bald nach 1904                  | weitere Bilder Fotos hochladen |
| Quereinhaus        | Hauptstraße 25 Lage                          | 19. Jahrhundert             | Fachwerk-Quereinhaus, teilweise massiv und verschiefert, 19. Jahrhundert                   | Fotos hochladen                |
| Steinerner Pfeiler | nördlich des Ortes; Distrikt Naße Lage       | 1595                        | Steinsäule, bezeichnet 1595                                                                | weitere Bilder Fotos hochladen |